# 莫埃尔南多
莫埃尔南多，是西班牙卡斯蒂利亚-拉曼恰瓜达拉哈拉省的一个市镇。总面积26平方公里，总人口144人（2001年），人口密度6人/平方公里。